# Evgenij L'vovič Švarc
Evgenij L'vovič Švarc, in russo Евге́ний Льво́вич Шварц? (Kazan', 21 ottobre 1896 – Leningrado, 15 gennaio 1958), è stato uno scrittore e sceneggiatore sovietico, autore di più di 20 opere di teatro, così come di sceneggiature di film per l'infanzia.

## Biografia
Il padre di Evgenij Švarc, Lev Borisovič Švarc (1874-1940) fu insegnante presso la facoltà di medicina dell'Università di Kazan'. La madre, Marija Fedorovna Šelkova (1875-1942) era ostetrica.
Alla fine degli anni '10 del 1900, Evgenij studiò presso la facoltà di giurisprudenza all'Università statale di Mosca ma solamente per due anni, decidendo poi di abbandonare la professione di giurista, per intraprendere la vita teatrale e letteraria. Nell'inverno del 1917 fu richiamato alle armi.
Per un certo periodo Švarc lavorò come segretario presso Kornej Ivanovič Čukovskij, e nel 1923 iniziò a pubblicare le proprie opere.
Tra il 1935 e 1955 visse a Leningrado.
Morì il 15 gennaio del 1958 a Leningrado ed è ora sepolto nel cimitero Bogoslovskoe.

## Opere

### Opere teatrali
- Il drago
- Un miracolo ordinario
- L'ombra
- Il re nudo:divertimento in due atti

### Sceneggiature
- Don Chisciotte (Дон-Кихот), regia di Grigori Kozintsev (1957)
- Maria la tessitrice (Марья-искусница), regia di Aleksandr Arturovič Rou (1960)

### Altre opere
- Diari (Дневники) (pubblicato nel 1989)
- Due Fratelli (Два брата) (racconto), su shvarts.komedia.ru. URL consultato il 6 marzo 2009 (archiviato dall'url originale il 29 marzo 2008).
- Il gatto con gli stivali (Кот в сапогах) (racconto), su shvarts.komedia.ru. URL consultato il 6 marzo 2009 (archiviato dall'url originale il 29 marzo 2008).
- Первоклассница (повесть), su shvarts.komedia.ru. URL consultato il 6 marzo 2009 (archiviato dall'url originale il 29 marzo 2008).
- Приключения Шуры и Маруси (рассказ), su shvarts.komedia.ru. URL consultato il 6 marzo 2009 (archiviato dall'url originale il 29 marzo 2008).
- Lo stregone distratto (Рассеянный волшебник) (racconto), su shvarts.komedia.ru. URL consultato il 6 marzo 2009 (archiviato dall'url originale il 13 febbraio 2009).
- Racconto del tempo perduto (Сказка о потерянном времени) (racconto), su shvarts.komedia.ru. URL consultato il 6 marzo 2009 (archiviato dall'url originale il 15 marzo 2009).
- Poesie (Стихи) (1920 — 1950), su shvarts.komedia.ru. URL consultato il 6 marzo 2009 (archiviato dall'url originale il 26 febbraio 2009).
- La ragazza straniera(Чужая девочка) (racconto), su shvarts.komedia.ru. URL consultato il 6 marzo 2009 (archiviato dall'url originale il 29 marzo 2008).